# SV Polizei Lübeck

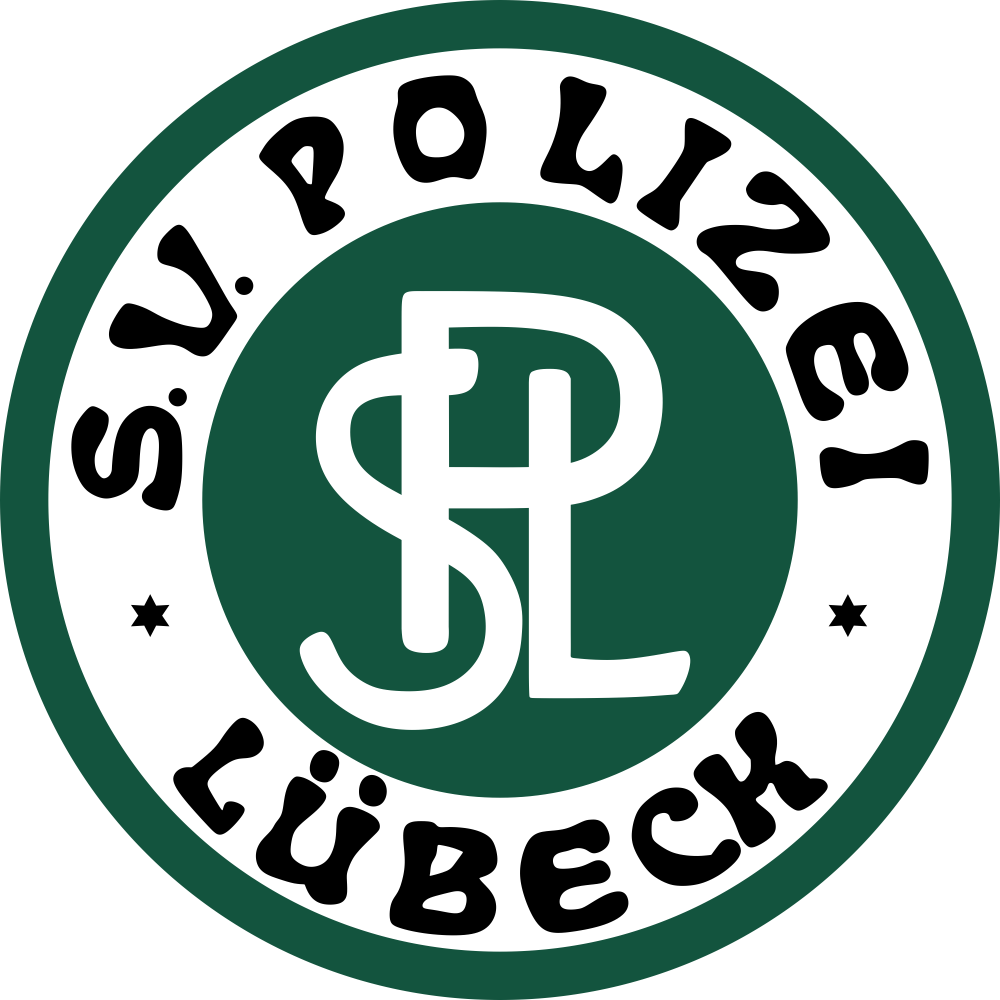
Logo der SV Polizei Lübeck

Die Sportvereinigung Polizei Lübeck (ab 1935 Polizeisportverein Lübeck, ab 23. Juni 1941 SG Ordnungspolizei Lübeck) war ein von 1921 bis 1945 existierender Sportverein aus der Hansestadt Lübeck. Wichtige Erfolge konnten die Fußballmannschaft, die zwischen 1933 und 1945 durchgängig in der höchsten Spielklasse spielte, und die Boxabteilung, die mehrere norddeutsche und eine Deutsche Meisterschaft holte, feiern. Der Verein wurde nach Kriegsende von den Briten aufgelöst. Am 20. September 1945 wurde der VfB Lübeck gegründet, der eine Fusion aus dem Arbeitersportverein BSV Vorwärts und der Sportvereinigung Polizei darstellte.

## Gründung und allgemeine Entwicklung
Am 24. August 1921 wurde die Sportvereinigung Polizei Lübeck von 39 bei der Polizei beschäftigten Beamten, darunter der spätere Schriftführer Albert Langenheim, in der Nähe der damals existierenden Marli-Kaserne gegründet. Kurz darauf nahmen die Polizeisportler den Spielbetrieb mit zwei Fußballmannschaften und einer Leichtathletikmannschaft auf. In der Anfangszeit des Vereins kamen darüber hinaus auch schnell die Abteilungen Boxen und Handball hinzu, so dass sich der Verein zu einem der größten Sportvereine Lübecks entwickelte. Eine der wichtigsten Personen war der damalige Kommandeur der Lübecker Polizei, Otto Pries, der nicht nur aufgrund seiner Stellung in der Polizei wichtig für den Verein war, sondern als Mitglied mehrerer Abteilungen auch sportlich einer der bedeutendsten Akteure der SPL war. Nachdem sich die SV Polizei um 1930 auch Personen, die außerhalb des Polizeidienstes tätig waren, geöffnet hatte, war der Verein 1931 der nach den Mitgliederzahlen zweitgrößte Verein der Hansestadt Lübeck.
Nach der Machtergreifung der Nationalsozialisten war der Verein gezwungen, Änderungen in seiner Vereinsstruktur vorzunehmen und musste sich 1935 in Polizeisportverein Lübeck umbenennen. Nachdem der Vorstand vor den Änderungen die Positionen eines Vorsitzenden, eines Kassenwartes, eines Schriftführers und, nachdem der Verein in den 1920er-Jahren einen größeren Zulauf fand, eines Geschäftsführers umfasste, trat an deren Stelle am 23. April 1934 Oskar Kriegbaum als Vereinsführer, der seine Mitarbeiter selbst bestimmte. Ab 1935 war dies der Lübecker Polizeipräsident Walther Schröder. Unter dessen Vorsitz wurde auch der erstmalige Ausbau der Lohmühle durchgeführt, die der Verein im Jahr 1934 vom 1933 verbotenen ATSV Lübeck als Sportstätte übernahm und die im Zuge dessen in „Adolf-Hitler-Kampfbahn“ umbenannt wurde, indem eine Sitz- und Stehplatztribüne geschaffen wurde. Bis 1934 hatte der Verein seine Sportstätte im Hof der Kaserne in der Fackenburger Allee. In dieser Zeit hatten beim Polizeisportverein weiterhin auch Zivilpersonen Zugang zum Verein, was eine Ausnahme gegenüber anderen Polizeisportvereinen in Deutschland darstellte.
Nach dem Ende des Zweiten Weltkrieges wurde der Verein, der seit dem 23. Juni 1941 SG Ordnungspolizei hieß, aufgelöst. Darüber hinaus wurde die Geschäftsstelle von so genannten „Displaced Persons“ geplündert und das Vereinsvermögen beschlagnahmt. Bereits einige Monate später fanden sich einige Sportler des Vereins wieder und gründeten zusammen mit ehemaligen Mitgliedern des BSV Vorwärts den VfB Lübeck.

## Fußball
Bereits 1920 betätigten sich einige Männer der dann ein Jahr später gegründeten SV Polizei fußballerisch. Mit Spielern wie Willi „Natzki“ Steffens gelang der vorher als Pokalmannschaft bekannten SV Polizei Lübeck der sportliche Aufstieg. Gemeinsam mit dem VfL Eutin, dem Parchimer SC und dem Rostocker SV stiegen die Lübecker schließlich zur Saison 1927/28 in die erstklassige Bezirksliga Lübeck/Mecklenburg auf, die in dieser Spielzeit in zwei Staffeln ausgespielt wurde. Nachdem die SPL nach nur einem Jahr wieder absteigen musste, gelang im Sommer 1930 der erneute Aufstieg in die neue Oberliga Lübeck/Mecklenburg, in der man sich fortan halten konnte.
Als Vizemeister nahm der Verein an der Norddeutschen Meisterschaft 1930/31 teil, wo er im Achtelfinale an Arminia Hannover scheiterte. Im Folgejahr wurde der Verein 1932 erstmals Oberliga-Meister und wurde vor dem Lokalrivalen LBV Phönix zur Nummer eins in der Stadt. In der Norddeutschen Meisterschaft 1931/32 gab es in der in Gruppenspielen ausgetragenen Vorrunde gegen Altona 93, Komet Bremen und Eintracht Braunschweig nur einen Punkt. 1932 nahm die SV Polizei Mitglieder des 1921 aus Allemannia Lübeck und Germania Lübeck entstandenen VfR Lübeck auf, der aufgrund finanzieller Schwierigkeiten aufgelöst werden musste. Die SV Polizei übernahm auch die Sportanlage Wilhelmshöhe vom VfR.
Als einziger Verein aus Lübeck qualifizierte sich die SV Polizei für die 1933 als neue oberste Spielklasse geschaffene Gauliga Nordmark. Zuvor hatte man in der Vorrunde um die Norddeutsche Meisterschaft zwar einen Sieg gegen Hannover 96 gefeiert, war aber in der Vorrundengruppe hinter Holstein Kiel und Union 03 Altona ausgeschieden. In der Premierensaison der Gauliga erreichte die SV Polizei nur den vorletzten Platz, erhielt aber eine Chance auf den Klassenerhalt, weil Viktoria Wilhelmsburg in einen anderen Gau versetzt wurde. So setzte sich die Polizei in der Aufstiegsrunde gemeinsam mit Victoria Hamburg und dem FC St. Pauli vor Union-Teutonia Kiel und dem Oldesloer SV durch. Der Gauliga Nordmark, die die höchste Spielklasse für Schleswig-Holstein, Hamburg, Lübeck und Mecklenburg bildete, gehörte die SV Polizei fortan wie der Hamburger SV, der Eimsbütteler TV, Holstein Kiel und Altona 93 durchgängig an.
Bereits in der Saison 1934/35 etablierte sich der Verein als Fünfter in der Gauliga. In der Saison 1935/36 bezwang man Holstein Kiel erstmals in einem Punktspiel mit 8:5. Der größte Erfolg der Mannschaft war der dritte Platz in der Saison 1937/38, als man sich nur dem Hamburger SV und dem Eimsbütteler TV geschlagen geben musste, sich aber vor Holstein Kiel platzieren konnte. Die bekanntesten Akteure in diesen Jahren waren weiterhin Willi Steffens und Torjäger Fritz Buthmann, der in den ersten fünf Gauliga-Jahren insgesamt 86 Tore erzielte.
Unter Spielführer Erwin Luchs – später Kriegsgastspieler beim First Vienna FC – und neuen Akteuren wie den späteren Oberligaspielern „Hennes“ Claßen oder Hermann Matthews, gestaltete die SV Polizei auch das Jahr 1939 erfolgreich. Haupttorschütze war zu dieser Zeit Karl Wenzel (Vater der Bundesliga-Spieler Horst Wenzel und Rüdiger Wenzel); die auch nach Kriegsende beim späteren VfB Lübeck aktiv waren. In den Spielzeiten 1941/42 und 1942/43 erzielte Wenzel in 29 Spielen 28 Tore.
Nachdem die Gauliga Nordmark 1942 aufgelöst worden war, belegte die Mannschaft den zweiten Platz in der Gauliga Schleswig-Holstein, bevor der überregionale Spielbetrieb 1944 eingestellt werden musste. Das letzte Gauligaspiel bestritt die Mannschaft in Lübeck am 13. August 1944 gegen den Eckernförder SV (4:2). Nach dem kriegsbedingten Abbruch der Gauliga-Saison ging es noch in einer Stadtliga, der so genannten Gauliga Schleswig-Holstein, Staffel Lübeck weiter. Teilnehmer an der Staffel waren – neben der SG OrPo – die Vereine Phönix Lübeck, Gut Heil Lübeck, Post-SG Lübeck, Blau-Weiß Lübeck (Betriebself der BLM), Schwarz-Weiß Marli und BSG Lachswehr Lübeck (Betriebself des Drägerwerks). Am 19. September 1944 übernahm der Verein die Spieler des aufgelösten Luftwaffensportvereins Lübeck. Nach einem schlechten Start mit nur einem Punkt aus drei Spielen gewann die SG OrPo alle Spiele, das vermutlich letzte am 25. März 1945 gegen Blau-Weiß. Noch am 22. April 1945 fand auf der Lohmühle ein Freundschaftsspiel gegen den TSV Schlutup statt, das letzte Spiel vor dem Kriegsende, das für Lübeck am 2. Mai mit dem Einmarsch der Briten eintrat.
Seit Kriegsausbruch bestanden bei der Polizei Lübeck große Probleme beim Aufstellen der Mannschaft. So wusste der Betreuer Hermann Albrecht zum Teil bis Spielbeginn nicht, ob bestimmte Spieler noch in Lübeck waren oder bereits im Kriegseinsatz waren. 1944 kamen mit Max Hoppe und Albert Felgenhauer aus einer Kriegsmarine-Einheit zwei Spieler zur Ordnungspolizei Lübeck, die später eine wichtige Rolle bei der Gründung des VfB spielten.
Bekannteste Trainer der Fußballer waren der spätere österreichische Nationaltrainer „Edi“ Bauer (1938), aber auch die ehemaligen Nationalspieler Hans Lang (1931/32), Walter Risse (1934/35) und Albert Eschenlohr (1936/37).
| Spielzeit | Liga                        | Ligaebene | Platz   | Punktzahl | Tore  | Anmerkungen                                     |
| --------- | --------------------------- | --------- | ------- | --------- | ----- | ----------------------------------------------- |
| 1933/34   | Gauliga Nordmark            | (I)       | 9.      | 13:23     | 40:64 | Abstieg nachträglich vermieden                  |
| 1934/35   | Gauliga Nordmark            | (I)       | 5.      | 14:22     | 38:47 |                                                 |
| 1935/36   | Gauliga Nordmark            | (I)       | 5.      | 18:18     | 49:54 |                                                 |
| 1936/37   | Gauliga Nordmark            | (I)       | 6.      | 15:21     | 40:46 |                                                 |
| 1937/38   | Gauliga Nordmark            | (I)       | 3.      | 25:19     | 58:37 |                                                 |
| 1938/39   | Gauliga Nordmark            | (I)       | 6.      | 16:24     | 36:55 |                                                 |
| 1939/40   | Gauliga Nordmark, Staffel 1 | (I)       | 3.      | 09:11     | 22:25 | Die Gauliga wurde in zwei Staffeln ausgespielt  |
| 1940/41   | Gauliga Nordmark            | (I)       | 3.      | 28:16     | 67:41 |                                                 |
| 1941/42   | Gauliga Nordmark            | (I)       | 4.      | 18:18     | 47:40 | Eingliederung in die Gauliga Schleswig-Holstein |
| 1942/43   | Gauliga Schleswig-Holstein  | (I)       | 2.      | 26:10     | 71:30 |                                                 |
| 1943/44   | Gauliga Schleswig-Holstein  | (I)       | 6.      | 15:21     | 33:55 |                                                 |
| 1944/45   | Gauliga Schleswig-Holstein  | (I)       | abgebr. | 02:0      | 04:02 |                                                 |

## Boxen
Nachdem die Abteilung 1924 gegründet wurde, errang der Verein mit Stadtmeisterschaften in den Jahren um 1927, überregionale Erfolge konnten 1931 gefeiert werden: Die Boxer Heß in der Gewichtsklasse Bantam, Brockmöller im Leichtgewicht, Bergbauer im Weltergewicht, Hermann Eckstein im Halbschwergewicht und Friedrich Eckstein im Schwergewicht errangen in fünf von sieben Disziplinen die Gaumeistertitel, wodurch der Verein spätestens seit da als einer der regional wichtigsten galt.
Den größten und wichtigsten Erfolg eines Sportlers der Polizei Lübeck überhaupt gelang Friedrich Eckstein, der im Jahr 1934 Deutscher Meister im Schwergewicht wurde. Bereits im Jahr zuvor schlug er dabei – nach Einschätzungen einiger lokaler Sportreporter sensationell – den Boxer Ramek in Berlin. Wichtige Mitglieder der Box-Abteilung waren vor allen Dingen Friedrich, Paul und Hermann Eckstein, sowie Rolf Brockmöller, der nach dem Gewinn des Gaumeistertitels im Leichtgewicht noch 1935 weitere Meisterschaftskämpfe bestritt und, nachdem er bereits ab 1924 in der Box-Abteilung tätig war, später Trainer der Boxmannschaften wurde.

## Weitere Abteilungen
Im Feldhandball konnte die Sportvereinigung Polizei größtenteils regionale Erfolge, wie den Gewinn der Bezirksmeisterschaft Lübeck und den Gewinn der Ostkreismeisterschaft, zum Teil konnte man aber durch Teilnahmen an der norddeutschen Meisterschaft in Handballerkreisen kurzfristig auch überregional Bekanntheit erlangen. Neben der Herrenmannschaft gab es im Verein ab 1933 eine Damenmannschaft, die aber aufgrund einer geringen Anzahl von Gegnern in Norddeutschland keine Erfolge feiern konnte.
1929 wurde vom Leutnant Christian Voß eine Leichtathletik-Abteilung gegründet, die er als erfolgreicher Mehrkämpfer zunächst selber leitete. Außerhalb Lübecks wurde die Abteilung insbesondere durch Herbert Paasche bekannt. Dieser gewann nicht nur die Polizeimeisterschaft im 100-Meter-Lauf und 400-Meter-Lauf, sondern gehörte mit einer Zeit von 49,9 Sekunden im 400-Meter-Lauf auch zu den zehn besten Läufern Deutschlands und hielt über lange Zeit den Lübecker Rekord über 800 Meter.
1934 wurde die Tischtennis-Abteilung gegründet, die ebenso wie die Abteilungen Schach und Schwimmen, kaum Erfolge feiern konnte und größtenteils außerhalb von Wettbewerben mit anderen Mannschaften praktiziert wurden.

## Nachrichtenblatt
1927 wurde von der Geschäftsstelle das so genannte Nachrichtenblatt herausgegeben, welches auf der einen Seite zur Information von Vereinsmitgliedern über das aktuelle Geschehen dienen sollte, zum anderen auch als Dokumentation über Erfolge und Entwicklungen dienen sollte. Nach Kriegsausbruch wurde das Nachrichtenblatt um einen so genannten Feldblattteil erweitert, in dem Details über den Zustand derjenigen Sportlern bekannt gegeben wurde, die sich zu diesem Zeitpunkt im Krieg befanden. Im Sommer 1941 wurde das Nachrichtenblatt kriegsbedingt eingestellt.